# Parque Ciudad Montes
El parque Ciudad Montes está ubicado al sur de la ciudad de Bogotá. En la localidad de Puente Aranda. Se desarrolló en los predios de la Hacienda Montes, propiedad del prócer Antonio Nariño. Los terrenos originales de la Hacienda fueron adquiridos por la constructora Ospinas & Cía S.A. para el desarrollo de Ciudad Montes, cuyo trazado respetó el sitio de las estancias coloniales y jardines de Nariño, que en 1965 fueron donados por Ospinas a Bogotá para construir un parque público.     
El predio en el siglo XVIII fue propiedad del español Manuel Montes y Lozada como dote para una de sus hijas, luego de 1803 a 1804 su titular fue el prócer Antonio Nariño y finalmente la familia Wills tuvo su dominio hasta 1965, siendo sus últimos herederos Roberto Wills Piedrahíta y sus hijos Silvia y Roberto Wills Pinzón quienes se la vendieron a la constructora Ospinas. 
La casona de la Hacienda le sirvió de cárcel, refugio y casa de campo al precursor de la independencia, Antonio Nariño, debido a esto se declaró Bien de Interés Cultural en 1975 y se estableció como Casa Museo a cargo del IDRD.
Está equipado con estanque, bosque, arenero infantil, pista de trote, además de canchas de tenis, voleibol de playa, fútbol y baloncesto, un campo de béisbol, gimnasio al aire libre y patinódromo. Hoy es sede de diversas actividades vecinales entre ellas, los Juegos Intercolegiados, Distritales y Comunales.
Entre sus principales atractivos se encuentran el paisaje de las laderas del Río Fucha y las zonas verdes de las urbanizaciones de Ciudad Montes.

## Ubicación

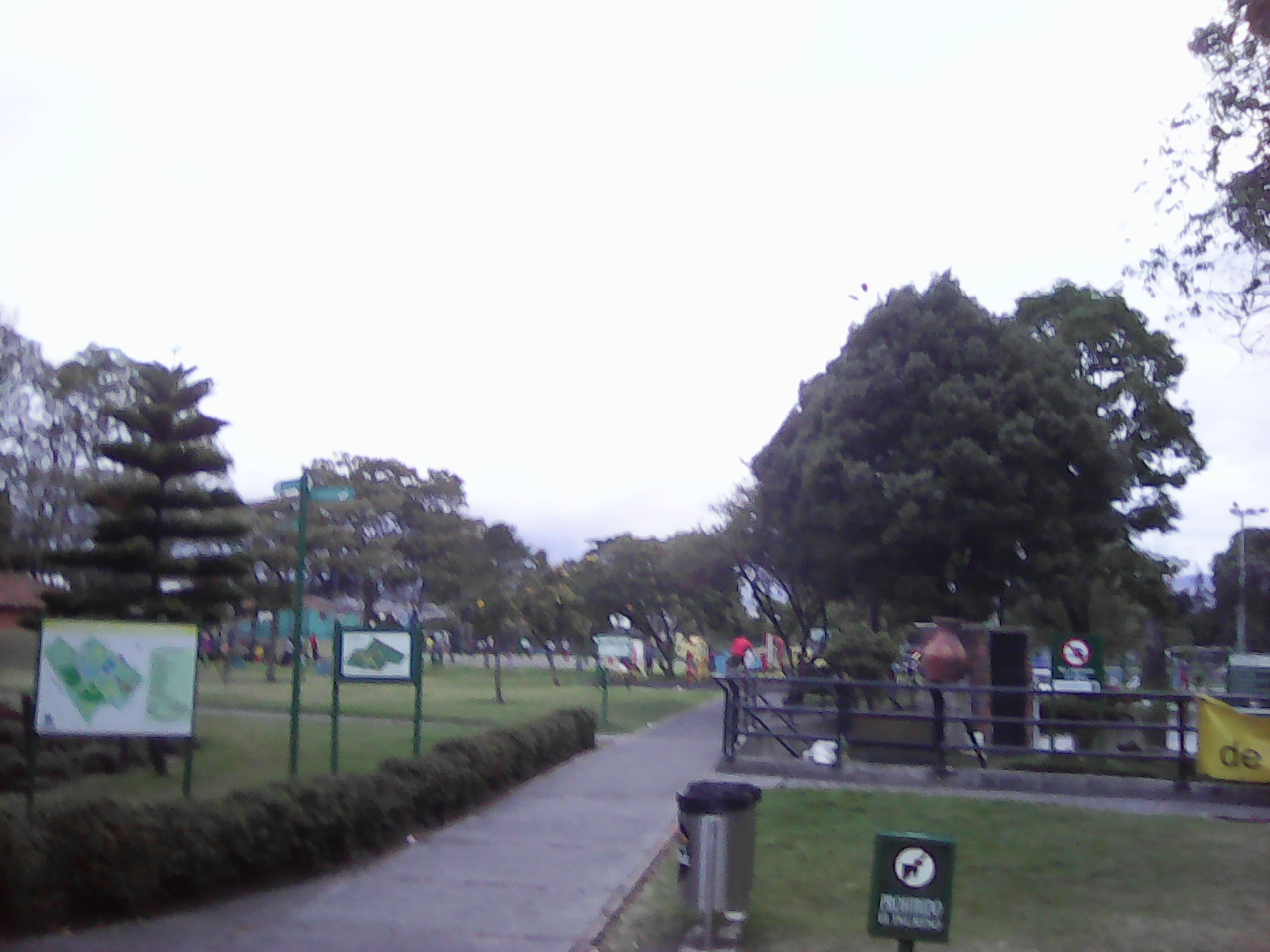
Camino de entrada en el parque Ciudad Montes

El parque se encuentra ubicado en el barrio Ciudad Montes entre la Diagonal 16 Sur, ronda del Canal Río Fucha y la calle 10 Sur. Las vías principales de acceso a la zona es la avenida NQS, la avenida Primero de Mayo, la carrera 50 y la avenida Fucha (calle 8 Sur), en las cuales se encuentran paraderos del SITP donde hacen parada los buses zonales. La estación de TransMilenio cercana es SENA.   
|  |  |  |  |

El recinto lúdico cuenta con un área de 75.137.06 m² en los cuales se encuentran: La Casa Museo, un estanque de 1.630 m², canchas múltiples y extensas zonas verdes aptas para la recreación, el descanso y el deporte.   
•    DIRECCIÓN DEL PARQUE: calle 10 Sur n.º 38A - 25
•    CÓDIGO DEL PARQUE: 04932
•    HORARIOS DE ATENCIÓN: 
```
        Lunes a viernes 4:00 a.
 
m. a 6:00 p.
 
m.
        Sábado y domingo 5:00 a.
 
m. a 6:00 p.
 
m.
```

## Oferta de servicios y condiciones de uso
| ESCENARIO                                     | CANTIDAD                                          | CONDICIONES DE USO |
| --------------------------------------------- | ------------------------------------------------- | --- |
| Cancha de fútbol (Gramilla)                   | 1                                                 | Cancha habilitada para 22 jugadores, es indispensable el uso de guayos, canilleras o espinilleras y ropa deportiva adecuada. |
| Canchas de Baloncesto y Microfútbol (Asfalto) | 3 canchas de baloncesto, 6 canchas de microfútbol | Utilizar zapatos de suela blanda (tenis) y ropa adecuada para la práctica del deporte, Juegan máximo 10 personas. |
| Cancha de Voleibolplaya (Arena)               | 2                                                 | Debe ingresar con calzado especial para arena o descalzos, es conveniente usar ropa deportiva adecuada y rodilleras. |
| Estadio de Béisbol (Arena y cemento)          | 1                                                 | Ropa deportiva adecuada para la práctica del deporte, tenis o zapatillas, casco o careta protectora, rodilleras, guantes y coderas. El estadio cuenta con graderías. |
| Canchas y Muro de Tenis (Cemento)             | 3 canchas de tenis, 1 muro de tenis               | Ropa adecuada para la práctica deportiva y tenis, puede ser utilizada por dos o cuatro jugadores. Con el fin de preservar las condiciones adecuadas para el uso del escenario, no se permite el ingreso de zapatos de suela oscura, guayos, tacones, elementos puntiagudos o punzones. |
| Pista de Patinaje Artístico (Baldosín)        | 1                                                 | Ropa adecuada para la práctica del deporte, utilizar casco, rodillera, codera. Cancha habilitada para máximo 10 personas. |
| Pista de Trote (Caucho granulado)             | 1                                                 | La pista cubre 960 metros y debe ser utilizada en zapato tenis y ropa deportiva adecuada y cómoda. La pista ya no es de polvo de ladrillo, sino de superficie sintética. |